# 麻风病院圣若翰堂
麻风病院圣若翰堂（Chiesa di San Giovanni dei Lebbrosi）是意大利南部西西里首府巴勒莫一座古老的教堂，由诺曼统治者兴建于1071年。
该建筑受到强烈的阿拉伯的影响。其建筑者可能是法蒂玛王朝建筑师。
该堂在1119年隶属一个痲瘋病療養院，因而得名。该堂供奉圣若翰洗者。
在历史上，療養院和教堂曾经隶属于各种不同的修会团体，其中包括条顿骑士团。该堂在1920-1934年间进行了戏剧性的改建。療養院现已不存在。